# Hasan Salama

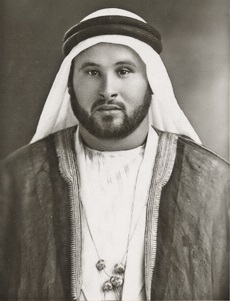
Hassan Salameh, 1939

Hasan Salama oder Hassan Salameh (arabisch حسن سلامة, DMG Ḥasan Salāma; * in Qula bei Lydda; † 2. Juni 1948 beim Bahnhof Raʾs al-ʿAin) war Feldkommandant der palästinensischen Armee des heiligen Krieges im Palästinakrieg von 1948.

## Leben
Er wurde in Qula in der Nähe von Lydda geboren. Salama war Mitglied einer palästinensischen nationalistischen Partei. 1944 war an der deutschen SS-Operation Atlas beteiligt. 
Er befehligte am 8. Dezember 1947 einen Angriff auf den Stadtteil HaTikva in Tel Aviv. Die Hagana tötete mehrere Angreifer und schlug den Rest in die Flucht. Es gab etwa 60 Tote. Die Briten hatten nicht zum Schutz der Bevölkerung interveniert. Auf einer Konferenz in Damaskus wurde er am 5. Februar 1948 zum Feldkommandeur für den Distrikt Lydda bestimmt. Die Region war strategisch wichtig, da man von ihr die Straßenverbindung zwischen Tel Aviv und Jerusalem kontrollieren konnte. Seine Paramilitärs konnten diese Aufgabe nicht erfüllen. Sie wurden im April 1948 von der Hagana aus der Region vertrieben.
Salama selbst wurde in der Schlacht von Raʾs al-ʿAin am 2. Juni 1948 getötet. Er war der Vater des späteren palästinensischen Fatah-Funktionärs Ali Hassan Salameh.